# In Amnas
In Amnas (arab. إن أمناس, trl. In Amnās, إن أميناس, In Amīnās, fr. I-n-Aménas, In Aménas, In Amenas, Aïn Amenas) – miasto-oaza we wschodniej Algierii, na Saharze, przy granicy z Libią. Koło miasta zlokalizowane są pola gazowe eksploatowane przez Sonatrach, BP i Statoil. Pola te były miejscem ataku terrorystycznego w styczniu 2013 roku.